# Avelina Gallegos
Avelina Gallegos Gallegos (Chihuahua, Chihuahua, 15 de octubre de 1945 - Chihuahua, Chihuahua, 15 de enero de 1972) fue una activista política mexicana de izquierda, miembro de las organizaciones que darían origen a la Liga Comunista 23 de Septiembre y que llevaban a cabo acciones de guerrilla urbana en Chihuahua. Murió en un intento de asalto bancario cuyo objetivo era recaudar dinero para su lucha.

## Biografía
Avelina Gallegos nació en la ciudad de Chihuahua el 15 de octubre de 1945, pero la mayor parte de su infancia y su adolescencia la pasó en Ciudad Juárez, adonde se trasladó en compañía de su madre y donde realizaría estudios para maestra en el Instituto Federal de Capacitación del Magisterio, ejerciendo su actividad profesional en varias escuelas de Ciudad Juárez mientras continuaba estudiando bachillerato. Al término de estos estudios se trasladó a la capital del estado donde ingresó a estudiar derecho en la Universidad Autónoma de Chihuahua y entró en contacto con el grupo denominado "Las Rosas" en honor de Rosa Luxemburgo, formado por dirigentes femeninas y encabezado por Irma Campos Madrigal y Patricia Caballero, entre otras; simultáneamente se acercó a la guerrilla urbana encabezada por su primo Diego Lucero a cuyos comandos se incorporó adoptando el pseudónimo de Natasha o Natalia.
Participó en la primera acción guerrillera del grupo, mediante la que se daría a conocer y obtendría fondos para la lucha armada y que consistiría en tres asaltos simultáneos a sucursales bancarias del entonces Banco Comercial Mexicano —propiedad entonces del magnate chihuahuense Eloy S. Vallina, hoy filiales del canadiense Scotiabank— correspondiendo al comando en que participaba Avelina la acción contra la sucursal ubicada en la intersección de la Av. Revolución y Calle 25.ª junto al canal del río Chuvíscar. El intento de asalto fue perpetrado el sábado 15 de enero de 1972 a las 9:05 horas, pero el comando no esperaba que el banco estuviera vigilado por un grupo de soldados vestidos de civil que en el mismo momento repelió el ataque a balazos, resultando muerta Avelina Gallegos de un impacto de bala en la cabeza, fue herido y capturado el también integrante del comando José Luis Alonso Vargas, quien se identificó usando los alias de Federico Villa Cortés o Pablo Martínez Pérez y había contraído matrimonio con Avelina Gallegos el 3 de enero del mismo año; otros dos integrantes del comando lograron huir, en el intercambio de disparos resultó herido un soldado, así mismo murió víctima del fuego cruzado una clienta del banco de nombre Magdalena Contreras Hernández.